# La Nuit où on a sauvé maman
Pour plus de détails, voir Fiche technique et Distribution.
La Nuit où on a sauvé maman (The Sleepover) est une comédie d'action américaine réalisé par Trish Sie, sortie en 2020.
Le film met en scène la famille Finch qui est en apparence tout ce qu'il y a de plus normal : Ron est pâtissier, Margot est mère au foyer et à mi-temps surveillante au lycée, leur fille Clancy a envie d'un portable et d'indépendance, et leur fils Kevin a une imagination débordante.Alors que leurs amis respectifs Mim et Lewis passent la nuit chez eux, ils sont témoins de l'enlèvement de leurs parents par des malfrats. Et découvrent alors que leur mère est une ancienne cambrioleuse de haut vol, placée sous programme de protection des témoins depuis 15 ans.

## Synopsis
Clancy, 15 ans, est une jeune fille qui manque d'assurance, que ce soit socialement face à son coup de cœur Travis ou en ses capacités de violoncelliste. Elle est tout l'inverse de son petit frère Kevin, décontracté et avec une imagination débordante. Celui-ci est surpris dans les toilettes du collège en train de danser par des élèves plus âgés, qui l'enregistre et le harcèle. Margot, la mère de Clancy et Kevin qui travaille comme surveillante, les fait fuir, tandis qu'il mettent en ligne sur YouTube la vidéo remixée de Kevin dansant et sa mère les sermonnant, où elle fait le buzz.
Une fois chez eux avec Mim, la meilleure amie de Clancy, celle-ci se dispute avec sa mère, qui lui refuse à la fois d'avoir un téléphone et d'aller ce soir chez Travis pour une fête. Elle se retrouve privée de sortie, mais Mim la convainc de faire le mur ce soir-là pour aller à cette fête. Kevin reçoit la visite de son ami Lewis, un enfant maniaque et peureux que sa mère surprotège. Ils ont prévu de dormir dans le jardin sous tente cette nuit.
Alors qu'elles font le mur, Clancy et Mim tombent sur les garçons dans le jardin, à qui elles font une frayeur. Lewis se rend dans la maison au toilettes, et il est à ce moment précis témoin de l'intrusion d'un homme et d'une femme, qui prennent Ron en otage et qui font chanter Margot, qu'ils appellent « Mathilde », de tuer Ron si elle n'accepte pas de les suivre et de « reformer le groupe », ce qu'elle fait afin de protéger son mari. Ils sont emmenés tous les deux ; tandis que Lewis court prévenir les autres.
Alors qu'ils retournent dans la maison, ils surprennent un autre intrus, qu'ils parviennent à maitriser ensemble et à attacher à une chaise. Il s'agit de l'agent Henri Gibbs, un prétendu ancien camarade de classe de Margot. Devant les événements, Gibbs leur annonce que leur mère est en réalité sous le programme fédéral pour la protection des témoins : de son vrai nom Mathilde Tremblay, ancienne cambrioleuse qui travaillait avec la famille mafieuse Pescatrici, Margot s'est rendue à la police il y a quinze ans et avait dénoncé le leader du groupe en l'échange du bénéfice de la protection des témoins. La vidéo de danse de Kevin dans laquelle est apparait, est devenue virale avec plus d'un million de vue, et a sûrement permis aux mafieux de remonter jusqu'à elle. La sidération des enfants est de courte durée, car ils trouvent deux indices laissés par leur mère : son pendentif, et une adresse inscrite sur la laisse de leur chien Angus. Tous les quatre décident alors de mener l'enquête, et partent à la recherche des parents Finch.
Pendant ce temps, Margot mène Elise et Baxter jusqu'à la planque de Léo Bouchet, son ancien amant et acolyte, également sous le programme de protection des témoins. Ce dernier semble toujours attiré par Mathilde, au grand dam d'un Ron jaloux et très perturbé par la situation. Elise expose le plan : ils ont l'intention de dérober la couronne de Duramuran, une pièce royale d'une grande valeur, que portera la reine de Moldana lors d'un grand gala qui se tient au Grand Concert Hall ce soir.
Les quatre enfants ont suivi la piste de l'adresse qu'ils ont trouvé et tombent sur un garde-meuble, qui se révèle être une cachette d'espion remplie de gadgets sophistiqués, d'armes et avec une voiture intelligente. Clancy trouve une veste de sa mère, avec à l'intérieur une boite d'allumettes venant d'un bar et avec un nom et un numéro de téléphone griffonné : l'adresse est située dans le centre de Boston, au Nord de là. Sans permis de conduire et pour éviter un trajet de plusieurs heures, le groupe se résout à y aller en bateau en traversant la baie de Boston. Ils ont pour cela besoin de Travis, le coup de cœur de Clancy, qui possède un bateau. La voiture intelligente leur permet de se rendre à la soirée de Travis, où lui et son cousin acceptent de les emmener jusqu'au centre-ville de Boston. En chemin cependant, ils sont repérés par des garde-côtes qui s'apprêtent à les arrêter : Travis et son cousin acceptent de rester pour les retarder, tandis que Clancy, Mim, Kevin et Lewis sautent et finissent à la nage.
Ron commence à perdre patience face à Margot, qu'il pense ne plus connaitre et dont il découvre tout le passé, et face au séduisant Léo qui se rapproche d'elle en lui remémorant leurs exploits passés. Margot explique à Ron qu'elle et Léo ont commencé, très jeunes, par de petits larcins, avant de n'être attirés par les rêves de grandeur et d'argent que leur permettait Jean-Paul Deauxville, le chef des Pescatrici. C'est en témoignant contre Jean-paul et en le faisant tomber qu'ils ont gagné leur liberté et la protection des témoins. Ils se rendent au Gala avec Elise et Baxter et un plan d'action : attirer la reine de Moldana aux toilettes afin de lui subtiliser la couronne. Pour cela, Mathilde portera en main une bande invisible de poison, qui rendra la reine malade une fois qu'elles se seront serré les mains lors des saluts. Ron, qui a insisté pour les accompagner, se fera passer pour le garde du corps de Léo et Mathilde, sous l'identité du comte et de la comtesse Van Der Holt de Belgique. Malgré la gaucherie de Ron, ils infiltrent le gala.
De leur côté, les enfants sont saufs et ont atteint le centre de Boston via le port. En se rendant au bar qu'ils cherchaient, ils découvrent que ce dernier a brûlé il y a plusieurs années et n'existe plus. Mais Clancy remarque qu'il était situé juste en face du Boston Athenæum : elle se rappelle que sa mère passait tout son temps à la bibliothèque, et réalise que le numéro sur la boîte d'allumettes en en fait une cote de livre. Ils pénètrent donc dans la bibliothèque, afin d'y trouver des informations. Dans la salle où est censé se trouver l'ouvrage en question, ils tombent sur un portrait de William Butler Yeats, le poète préféré de Margot qu'elle citait souvent. Il cache un escalier secret qu'ils ouvrent avec la clé du collier que leur a laissé leur mère.Le passage mène jusqu'à un tunnel désaffecté du métro, où ils font la rencontre de Jay, une ancienne amie de leur mère. Décidant de leur de venir en aide, elle active un traqueur GPS que Margot lui avait laissé, en cas de problème, et ils tombent sur le gala en cours, où Margot se trouve déjà. Jay oblige les enfants à rester ici tandis qu'elle va sur place, mais Clancy la menotte à la tuyauterie pour leur permettre de se rendre au gala.
Sur place, le plan des voleurs pour récupérer la couronne échoue : Ron, ne supportant plus de voir Léo profiter du rôle de mari de « Mathilde » pour la séduire, serre accidentellement la main de Margot, alors même qu'ils sont face au couple royal de Moldana. Ron devient immédiatement malade et vomi sur la robe de la reine, ce qui leur vaut d'être emmenés et attachés par la sécurité. Lorsqu'ils arrivent, Kevin sauve le quatuor des enfants de la sécurité en improvisant, et en les faisant passer pour des comédiens devant se produire ce soir pour divertir les convives. Sur scène, ils sont sur le point d'être démasqué et sortis par les agents lorsque Clancy vainc sa peur de jouer en public et son manque de confiance, et entame un solo de violoncelle. C'est ici que Margot et Léo, qui ont réussi à battre les gardes, et un Ron médusé, les retrouvent. Une bataille s'ensuit entre les deux anciens cambrioleurs et la sécurité, pendant que la panique gagne le public. Clancy profite de la diversion, et que la reine passe près de la scène, pour lui prendre la couronne à l'aide de son archet. Réussissant à sortir tous les sept, et aidés par Jay qui les a suivi et qui s'occupe d'effacer leurs traces, ils s'échappent et vont dans un appartement secret de Léo.
Le ton monte entre Léo et Ron, tandis que Margot tente de convaincre ses deux enfants que la vie de cambrioleuse n'est pas jolie ; exprimant des regrets pour cette ancienne vie et la volonté de protéger sa famille du mal qui pourrait leur arriver. Mais Léo ne partage aucun de ces remords. En effet, il avoue n'avoir jamais bénéficié du programme de protection des témoins : à la suite de l'arrestation de Jean-Paul, il en profita pour devenir le chef des opérations de la famille. Le plan était de convaincre Margot d'accepter de participer au vol en faisant appel à ses sentiments, puis voler la couronner et  faire porter le chapeau à Margot. Léo tente une dernière fois de convaincre Margot de les rejoindre, mais elle refuse et réaffirme son amour pour son mari et ses enfants. Léo prend la couronne et s'en va, laissant le soin à Elise d'appeler les fédéraux et de leur livrer la famille Finch. Furieux, Ron attrape une araignée qu'il aperçoit et la jette au visage d'Elise, qui les tient en joue, ce qui lui fait lâcher son arme et permet à Margot d'engager le combat au corps-à-corps. Ron se saisit du pistolet et tire au hasard, faisant chuter le chandelier sur Elise, la neutralisant.
Le groupe se met à la poursuite de Léo : Margot vole une voiture qu'elle fait démarrer et Ron prend le volant. S'ensuit une course-poursuite dans les rues de Boston, qui finit avec Léo s'encastrant dans les barils d'un chantier. Ron le rattrape à pied alors qu'il s'éloigne, Margot lui fait lâcher la couronne et Clancy la rattrape au vol.
La police de Boston arrête Léo et ses complices. Margot rassure Ron, et Henri Gibbs ramène tout le monde à la maison. Clancy et Kevin font la paix, et Clancy annonce enfin à sa mère qu'elle souhaite s'inscrire à la Berklee College of Music à Boston, ce qu'elle accepte avec joie. Tout le monde rentre chez lui et retrouve une vie normale.

## Fiche technique
Sauf indication contraire, les informations mentionnées dans cette section peuvent être confirmées par la base de données cinématographiques IMDb,  présente dans la section « Liens externes ».
- Titre original : The Sleepover
- Titre français et québécois : La Nuit où on a sauvé maman
- Réalisation : Trish Sie
- Scénario : Sarah Rothschild
- Musique : Germaine Franco
- Direction artistique : David Offner
- Décors : Stephen Altman
- Costumes : Debra McGuire
- Photographie : Conrad W. Hall
- Montage : Jonathan Schwartz
- Production : Mickey Liddell et Pete Shilaimon
- Société de production : LD Entertainment
- Société de distribution : Netflix
- Pays d'origine :  États-Unis
- Langue originale : anglais
- Format : couleur
- Genre : Comédie d'action
- Durée : 100 minutes
- Date de sortie : Monde : 21 août 2020

## Distribution
- Sadie Stanley (VF : Clara Quilichini) : Clancy Finch, la fille aînée, violoncelliste
- Maxwell Simkins (VF : Aloïs Agaësse-Mahieu) : Kevin Finch, le fils cadet
- Malin Åkerman (VF : Sybille Tureau) : Margot Finch / Matilda, leur mère, ancienne cambrioleuse de rang mondial
- Ken Marino (VF : Guillaume Lebon) : Ron Finch, leur père, excellent pâtissier mais homme maladroit
- Cree Cicchino (VF : Lila Lacombe) : Mim, l'amie de Clancy addict aux réseaux sociaux
- Lucas Jaye (VF : Simon Faliu) : Lewis, l'ami de Kevin surprotégé par sa mère
- Karla Souza (VF : Sylvie Jacob) : Jay, une ancienne amie de Margot
- Enuka Okuma : Elise, la femme de main qui capture les Finch
- Erik Griffin : Henry Gibbs, agent des United States Marshals Service et responsable de la protection de Margot en tant que témoin
- Joe Manganiello (VF : Serge Faliu) : Leo Beauchamp, l'ex-compagnon et partenaire de crime de Margot
- Harry Aspinwall : Baxter, le faux gars de la pizza
- Matthew Grimaldi : Travis Schultz
- Marissa Carpio : Mme Patoc
- Savanna Winter : Emma
- Daniel Washington (VF : Baptiste Marc) : Chef de la sécurité

Source et légende : Version française (VF) sur RS Doublage et selon le carton de doublage.

## Production
Le tournage débute en août 2019,.